# JR-Maglev

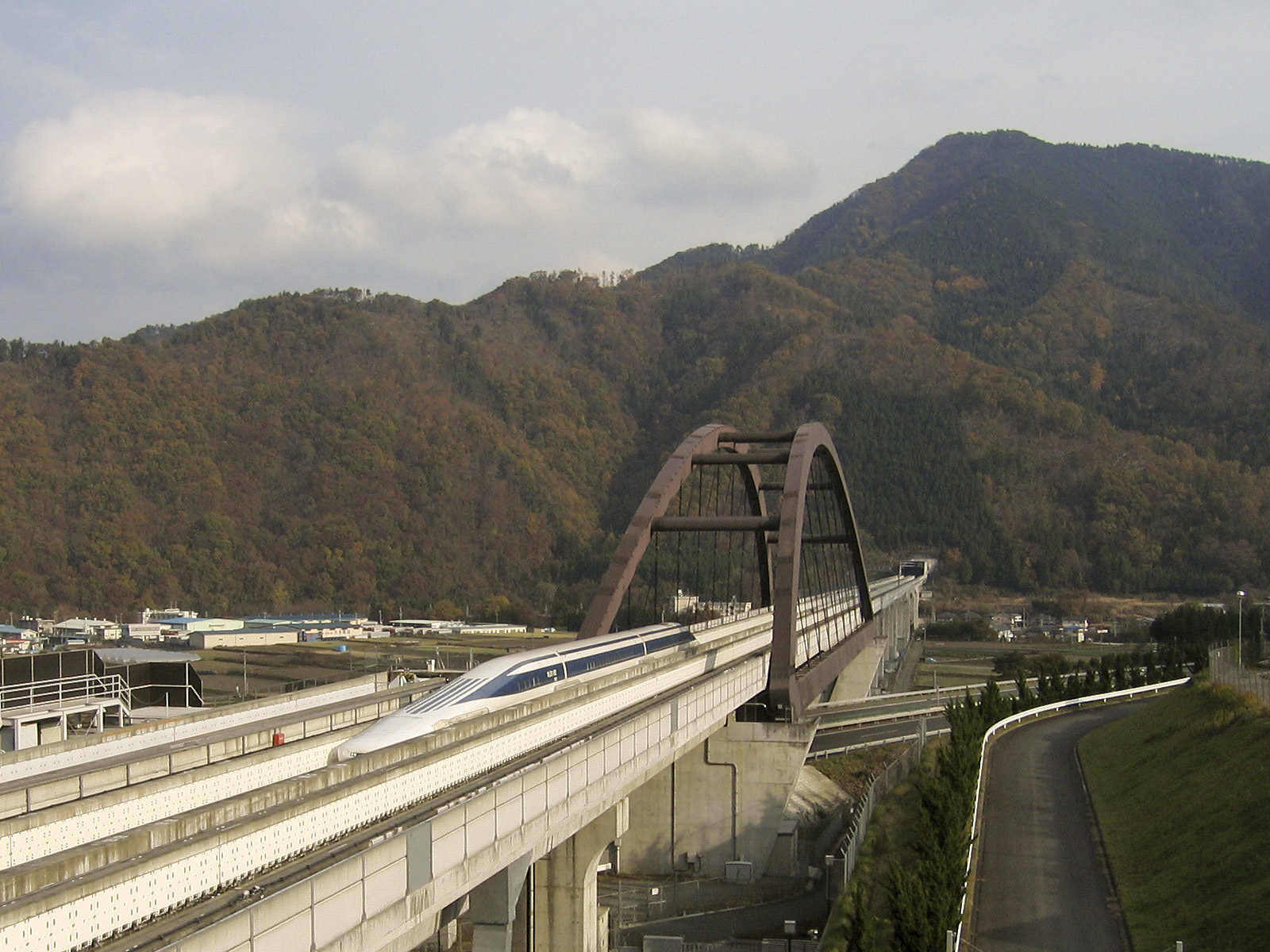
Маглев MLX01. Испытательный участок Яманаси

JR-Maglev — японская система скоростных поездов на магнитной подвеске, разрабатываемая Японским исследовательским институтом железнодорожной техники совместно с оператором Japan Railways с 1970-х годов. В настоящее время в префектуре Яманаси построен испытательный участок, на котором 21 апреля 2015 года опытный состав модификации Синкансэн L0 установил абсолютный рекорд скорости для железнодорожного транспорта — 603 км/ч.
В Японии маглевы часто называются риниа:ка: (яп. リニアーカー) (от англ. linear car) из-за используемого на борту линейного двигателя.

## Технологические особенности
Подробнее о технологии магнитной левитации на железной дороге см. статью маглев.
JR-Maglev использует электродинамическую подвеску на сверхпроводящих магнитах (EDS), установленных на поезде и специальных электропроводниках, по форме напоминающих цифру "8", установленных на трассе. В отличие от немецкой системы Transrapid (действующая линия от Шанхая до аэропорта Пудун в Китае), JR-Maglev не использует схему монорельса: поезда движутся в канале между магнитами. Такая схема позволяет развивать бо́льшие скорости, обеспечивает большую безопасность пассажиров в случае эвакуации и простоту в эксплуатации.
Движение маглева осуществляется за счёт линейного двигателя.
В отличие от электромагнитной подвески (EMS), поездам, созданным по технологии EDS, требуются дополнительные колёса при движении на малых скоростях (до 150 км/ч). При достижении определённой скорости колёса отделяются от земли и поезд «летит» на расстоянии нескольких сантиметров от поверхности. В случае аварии колёса также позволяют осуществить более мягкую остановку поезда. Однако по стоимости строительства и эксплуатации EDS-система, реализованная JR-Maglev, дороже EMS системы Transrapid.
Для торможения в обычном режиме используются электродинамические тормоза. Для экстренных случаев поезд оборудован выдвигающимися аэродинамическими и дисковыми тормозами на тележках.
На линии в Яманаси проходят испытания несколько составов с разными формами носового обтекателя: от обычного заострённого до практически плоского, длиной 14 метров, который позволяет избавиться от громкого хлопка при въезде поезда в тоннель на большой скорости. Поезд-маглев может полностью управляться компьютером. Машинист осуществляет контроль за работой компьютера и получает изображение пути через видеокамеру (кабина машиниста не имеет окон переднего обзора).

## Испытательный полигон
Испытательная трасса JR-Maglev расположена в префектуре Яманаси близ города Кофу в 110 км к западу от Токио (координаты наземной части трассы с мостом Огатаяма: 35°34′55″ с. ш. 138°55′50″ в. д.). Длина трассы составляет 18,6 км, из которых 16 проложены в туннеле. В будущем данный участок должен войти в состав скоростной линии маглева от Токио до Осаки — Тюо-синкансэн.

## История

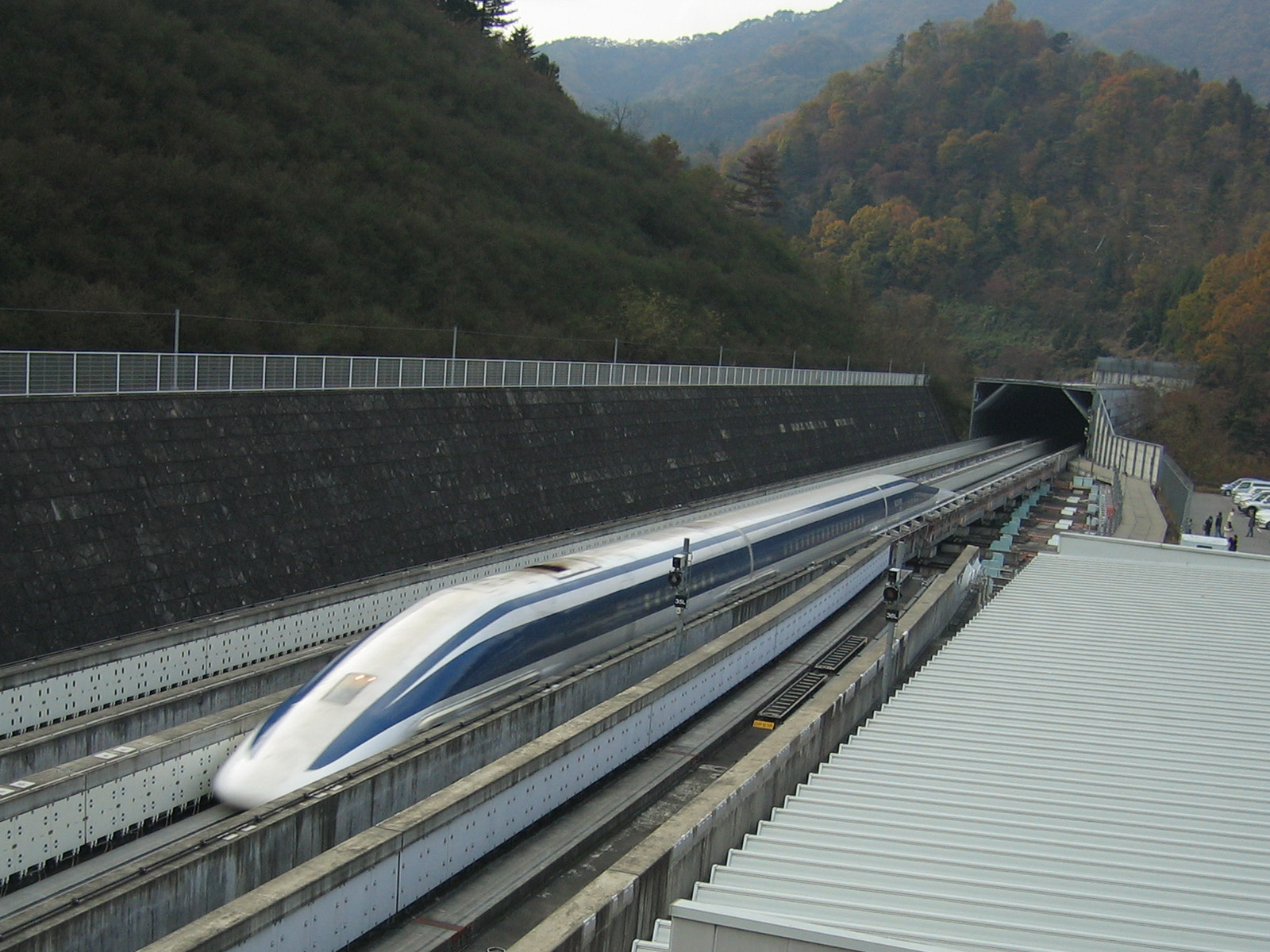
JR-Maglev на трассе в Яманаси

- 1962 — начаты исследования в области данной технологии.
- 1977 — в префектуре Миядзаки началось строительство первой испытательной трассы.
- 1979 — на полигоне Миядзаки экспериментальный поезд ML500 достиг скорости 517 км/ч (без пассажиров).
- 1987 — достигнута скорость 400,8 км/ч с пассажирами.
- 1990 — начато строительство новой трассы в Яманаси.
- 1997 — в апреле начались испытания нового экспериментального поезда. В декабре была достигнута скорость 531 км/ч с пассажирами.
- 2003 — достигнута скорость 581 км/ч с пассажирами на борту.
- 2004 — более 80 тысяч человек (в основном жители окрестных городов) получили возможность прокатиться на маглеве. Два поезда маглева, движущихся по параллельным путям, разминулись со скоростью 1026 км/ч.
- 2005 — наследник престола принц Нарухито посетил испытательный полигон и совершил поездку на маглеве.
- 2012 — завершены испытания и принято решение о строительстве трассы для постоянной эксплуатации
- 2015 — в ходе апрельских испытаний поставлен новый мировой рекорд 603 км/ч.